# Phylo capensis
Phylo capensis är en ringmaskart som beskrevs av Francis Day 1961. Phylo capensis ingår i släktet Phylo och familjen Orbiniidae. Inga underarter finns listade i Catalogue of Life.